# Vierschansentoernooi 2020
Het Vierschansentoernooi 2020 was de 68e editie van het schansspringtoernooi dat traditioneel rond de jaarwisseling wordt georganiseerd. Het toernooi ging van start op 28 december 2019 met de kwalificatie in Oberstdorf en eindigde op 6 januari 2020 met de afsluitende wedstrijd in Bischofshofen. De schansspringer die over de vier wedstrijden de meeste punten verzamelt, is de winnaar van het Vierschansentoernooi. Alle wedstrijden tellen ook mee voor de individuele wereldbeker.
Het toernooi werd voor het eerst gewonnen door de Pool Dawid Kubacki.

## Programma
| Datum      | Tijd  | Plaats                 | Schans                              | Schansrecord | Detail       |
| ---------- | ----- | ---------------------- | ----------------------------------- | ------------ | ------------ |
| 28/12/2019 | 16:30 | Oberstdorf             | Schattenbergschanze (HS 137)        | 143,5 m      | Kwalificatie |
| 29/12/2019 | 17:30 | Oberstdorf             | Schattenbergschanze (HS 137)        | 143,5 m      | Wedstrijd    |
| 31/12/2019 | 14:00 | Garmisch-Partenkirchen | Große Olympiaschanze (HS 142)       | 143,5 m      | Kwalificatie |
| 01/01/2020 | 14:00 | Garmisch-Partenkirchen | Große Olympiaschanze (HS 142)       | 143,5 m      | Wedstrijd    |
| 03/01/2020 | 14:00 | Innsbruck              | Bergisel-Schanze (HS 130)           | 136 m        | Kwalificatie |
| 04/01/2020 | 14:00 | Innsbruck              | Bergisel-Schanze (HS 130)           | 136 m        | Wedstrijd    |
| 05/01/2020 | 16:30 | Bischofshofen          | Paul-Ausserleitner-Schanze (HS 140) | 143 m        | Kwalificatie |
| 06/01/2020 | 17:15 | Bischofshofen          | Paul-Ausserleitner-Schanze (HS 140) | 143 m        | Wedstrijd    |

## Resultaten

### Oberstdorf
| Uitslag | Uitslag            | Uitslag | Uitslag           | Uitslag | Uitslag |
| #       | Naam               | Land    | Sprongen          | Punten  |         |
| ------- | ------------------ | ------- | ----------------- | ------- | ------- |
| 1       | Ryoyu Kobayashi    | JPN     | 138,0 m – 134,0 m | 305,1   |         |
| 2       | Karl Geiger        | GER     | 135,0 m – 134,0 m | 295,9   |         |
| 3       | Dawid Kubacki      | POL     | 132,0 m – 133,0 m | 294,7   |         |
| 4       | Stefan Kraft       | AUT     | 131,0 m – 132,0 m | 291,2   |         |
| 5       | Piotr Żyła         | POL     | 132,0 m – 129,0 m | 281,5   |         |
| 6       | Philipp Aschenwald | AUT     | 132,5 m – 129,5 m | 280,3   |         |
| 7       | Yukiya Sato        | JPN     | 129,5 m – 132,0 m | 280,1   |         |
| 8       | Robert Johansson   | NOR     | 134,0 m – 130,5 m | 279,8   |         |
| 9       | Domen Prevc        | SLO     | 129,5 m – 134,0 m | 279,5   |         |
| 10      | Marius Lindvik     | NOR     | 139,0 m – 124,5 m | 278,5   |         |

| Klassement | Klassement         | Klassement | Klassement |
| #          | Naam               | Land       | Punten     |
| ---------- | ------------------ | ---------- | ---------- |
| 1          | Ryoyu Kobayashi    | JPN        | 305,1      |
| 2          | Karl Geiger        | GER        | 295,9      |
| 3          | Dawid Kubacki      | POL        | 294,7      |
| 4          | Stefan Kraft       | AUT        | 291,2      |
| 5          | Piotr Żyła         | POL        | 281,5      |
| 6          | Philipp Aschenwald | AUT        | 280,3      |
| 7          | Yukiya Sato        | JPN        | 280,1      |
| 8          | Robert Johansson   | NOR        | 279,8      |
| 9          | Domen Prevc        | SLO        | 279,5      |
| 10         | Marius Lindvik     | NOR        | 278,5      |

### Garmisch-Partenkirchen
| Uitslag | Uitslag              | Uitslag | Uitslag           | Uitslag | Uitslag |
| #       | Naam                 | Land    | Sprongen          | Punten  |         |
| ------- | -------------------- | ------- | ----------------- | ------- | ------- |
| 1       | Marius Lindvik       | NOR     | 143,5 m – 136,0 m | 289,8   |         |
| 2       | Karl Geiger          | GER     | 132,0 m – 141,5 m | 285,0   |         |
| 3       | Dawid Kubacki        | POL     | 137,0 m – 139,5 m | 284,0   |         |
| 4       | Ryoyu Kobayashi      | JPN     | 132,0 m – 141,0 m | 282,1   |         |
| 5       | Daiki Ito            | JPN     | 131,0 m – 136,5 m | 273,4   |         |
| 6       | Daniel Huber         | AUT     | 136,5 m – 134,0 m | 272,1   |         |
| 7       | Constantin Schmid    | GER     | 134,5 m – 134,5 m | 271,5   |         |
| 8       | Roman Koudelka       | CZE     | 135,0 m – 133,0 m | 267,3   |         |
| 9       | Johann André Forfang | NOR     | 132,0 m – 135,0 m | 266,2   |         |
| 10      | Markus Eisenbichler  | GER     | 129,0 m – 134,5 m | 266,1   |         |

| Klassement | Klassement          | Klassement | Klassement |
| #          | Naam                | Land       | Punten     |
| ---------- | ------------------- | ---------- | ---------- |
| 1          | Ryoyu Kobayashi     | JPN        | 587,2      |
| 2          | Karl Geiger         | GER        | 580,9      |
| 3          | Dawid Kubacki       | POL        | 578,7      |
| 4          | Marius Lindvik      | NOR        | 568,3      |
| 5          | Stefan Kraft        | AUT        | 553,6      |
| 6          | Markus Eisenbichler | GER        | 543,9      |
| 7          | Piotr Żyła          | POL        | 543,7      |
| 8          | Robert Johansson    | NOR        | 542,1      |
| 9          | Domen Prevc         | SLO        | 540,8      |
| 10         | Daiki Ito           | JPN        | 540,7      |

### Innsbruck
| Uitslag | Uitslag               | Uitslag | Uitslag           | Uitslag | Uitslag |
| #       | Naam                  | Land    | Sprongen          | Punten  |         |
| ------- | --------------------- | ------- | ----------------- | ------- | ------- |
| 1       | Marius Lindvik        | NOR     | 133,0 m – 120,5 m | 253,3   |         |
| 2       | Dawid Kubacki         | POL     | 133,0 m – 120,5 m | 252,0   |         |
| 3       | Daniel-André Tande    | NOR     | 126,0 m – 131,0 m | 249,3   |         |
| 4       | Stefan Kraft          | AUT     | 123,0 m – 127,5 m | 245,0   |         |
| 5       | Stephan Leyhe         | GER     | 125,0 m – 125,0 m | 241,6   |         |
| 6       | Gregor Schlierenzauer | AUT     | 127,5 m – 126,0 m | 240,0   |         |
| 7       | Johann André Forfang  | NOR     | 131,0 m – 120,5 m | 238,4   |         |
| 8       | Karl Geiger           | GER     | 117,5 m – 126,0 m | 236,5   |         |
| 9       | Peter Prevc           | SLO     | 127,0 m – 122,0 m | 236,3   |         |
| 10      | Domen Prevc           | SLO     | 125,0 m – 122,0 m | 234,6   |         |

| Klassement | Klassement           | Klassement | Klassement |
| #          | Naam                 | Land       | Punten     |
| ---------- | -------------------- | ---------- | ---------- |
| 1          | Dawid Kubacki        | POL        | 830,7      |
| 2          | Marius Lindvik       | NOR        | 821,6      |
| 3          | Karl Geiger          | GER        | 817,4      |
| 4          | Ryoyu Kobayashi      | JPN        | 817,0      |
| 5          | Stefan Kraft         | AUT        | 798,6      |
| 6          | Stephan Leyhe        | GER        | 779,8      |
| 7          | Johann André Forfang | NOR        | 777,1      |
| 8          | Domen Prevc          | SLO        | 775,4      |
| 9          | Piotr Żyła           | POL        | 774,6      |
| 10         | Robert Johansson     | NOR        | 766,9      |

### Bischofshofen
| Uitslag | Uitslag            | Uitslag | Uitslag           | Uitslag | Uitslag |
| #       | Naam               | Land    | Sprongen          | Punten  |         |
| ------- | ------------------ | ------- | ----------------- | ------- | ------- |
| 1       | Dawid Kubacki      | POL     | 143,0 m – 140,5 m | 300,9   |         |
| 2       | Karl Geiger        | GER     | 140,0 m – 136,0 m | 291,0   |         |
| 3       | Marius Lindvik     | NOR     | 139,0 m – 137,0 m | 289,4   |         |
| 4       | Stefan Kraft       | AUT     | 138,0 m – 137,0 m | 287,4   |         |
| 5       | Peter Prevc        | SLO     | 136,5 m – 138,0 m | 283,6   |         |
| 6       | Daniel-André Tande | NOR     | 137,5 m – 135,0 m | 279,3   |         |
| 7       | Ryoyu Kobayashi    | JPN     | 135,5 m – 138,0 m | 279,0   |         |
| 8       | Daiki Ito          | JPN     | 137,0 m – 134,0 m | 276,4   |         |
| 9       | Domen Prevc        | SLO     | 140,0 m – 133,0 m | 275,5   |         |
| 10      | Philipp Aschenwald | AUT     | 136,0 m – 135,0 m | 274,6   |         |

| Klassement | Klassement           | Klassement | Klassement |
| #          | Naam                 | Land       | Punten     |
| ---------- | -------------------- | ---------- | ---------- |
| 1          | Dawid Kubacki        | POL        | 1131,6     |
| 2          | Marius Lindvik       | NOR        | 1111,0     |
| 3          | Karl Geiger          | GER        | 1108,4     |
| 4          | Ryoyu Kobayashi      | JPN        | 1096,0     |
| 5          | Stefan Kraft         | AUT        | 1086,0     |
| 6          | Johann André Forfang | NOR        | 1051,0     |
| 7          | Domen Prevc          | SLO        | 1050,9     |
| 8          | Peter Prevc          | SLO        | 1048,8     |
| 9          | Daiki Ito            | JPN        | 1039,0     |
| 10         | Stephan Leyhe        | GER        | 1037,5     |